# Drużyny (gmina Bobrowo)
Drużyny – wieś w Polsce położona w województwie kujawsko-pomorskim, w powiecie brodnickim, w gminie Bobrowo, w odległości około 6 km od centrum Brodnicy. Przez wieś przechodzi droga wojewódzka nr 543.

## Podział administracyjny
W latach 1975–1998 miejscowość administracyjnie należała do województwa toruńskiego.

## Krótki opis
W miejscowości znajduje się szkoła podstawowa. Wierni Kościoła rzymskokatolickiego należą do parafii Grzybno. Według danych z roku 2012, liczba mieszkańców Drużyn wynosi 267 osób.